# Ayrton Simmons
Ayrton Simmons (Harlow, 29 de abril de 2001) é um automobilista britânico-espanhol que competiu pela última vez no Campeonato de Eurofórmula Open de 2022. Ele competiu anteriormente no Campeonato de Fórmula 3 da FIA de 2022 pela equipe Charouz Racing System.

## Carreira

### Campeonato de Eurofórmula Open
Em 2020, Simmons foi contratado pela equipe Double R Racing para disputar o Campeonato de Eurofórmula Open. No entanto, após apenas três rodadas, o britânico interrompeu sua campanha inesperadamente devido a problemas de orçamento. Ele terminou na classificação geral em 11º com 62 pontos.
Simmons retornou a disputa da Eurofórmula Open em 2022, após perder sua vaga no Campeonato de Fórmula 3 da FIA, ele competiu com a equipe Drivex School. Ele terminou o ano em décimo lugar na classificação geral, com 85 pontos.

### Campeonato de Fórmula 3 da FIA
Em 20 de setembro de 2021, foi anunciado que Simmons iria disputar a rodada final do Campeonato de Fórmula 3 da FIA de 2021, que foi realizada no Autódromo de Sóchi, substituindo Hunter Yeany na equipe Charouz Racing System. Ele terminou ambas as corridas em 24º e 21º lugares, respectivamente.
Simmons permaneceu com a equipe para a disputa da temporada de 2022. Largando em 29º no Barém, a primeira rodada do campeonato, ele avançou bem nas corridas, conquistando a 18ª e a 19ª colocação. No entanto, questões orçamentárias forçaram Simmons a sair do campeonato, e ele foi substituído pelo ex-piloto da Charouz, David Schumacher. Simmons terminou o campeonato em 35º lugar na classificação geral.

## Vida pessoal
Simmons nasceu em Harlow, Essex, filho de pai inglês e mãe espanhola, e morou no bairro de Vallecas, em Madri, dos 4 aos 14 anos antes de voltar para Epping. Ele recebeu seu nome em homenagem ao tricampeão mundial de Fórmula 1, Ayrton Senna.